# New Haven (hrabstwo Dunn)
New Haven – miasto w Stanach Zjednoczonych, w stanie Wisconsin, w hrabstwie Dunn.